# رالف ميلر (لاعب كرة قاعدة أمريكي)
رالف ميلر (بالإنجليزية: Ralph Miller)‏ هو لاعب كرة قاعدة أمريكي، ولد في 14 يناير 1899 في فينتون في الولايات المتحدة، وتوفي في 18 فبراير 1967 في وايت بير ليك في الولايات المتحدة.

## وصلات خارجية
- رالف ميلر على موقعبيزبول رفرنس.كوم (الدوري الرئيسي) (الإنجليزية)